# Рехова (община Колония)
Рехова, още Рахова или Ракова (срещат се и старите обългарени форми Рахово и Раково, на албански: Rehova или Rehovë), е село в Албания в община Колония, област Корча.

## География
Селото е разположено на 3 километра източно от град Ерсека, високо в югозападните склонове на планината Грамос.

## История
На Етнографската карта на Битолския вилает на Картографския институт в София от 1901 година Рехов е чисто албанско мюсюлманско село в Корчанския санджак, каза Колония с 90 къщи.
При избухването на Балканската война в 1912 година двама души от Рехова са доброволци в Македоно-одринското опълчение.
До 2015 година селото е част от община Ерсека.

## Личности
Родени в Рехова
- Тодор Божиков (Божков), македоно-одрински опълченец, четата на Георги Занков[3]
- Тома Георгиев (1891 – 1913), македоно-одрински опълченец, 3 рота на 5 одринска дружина, загинал в Междусъюзническата война на 18 юни 1913 година[4]